# Whittier (Califòrnia)
Whittier és una ciutat dels Estats Units a l'estat de Califòrnia. Segons el cens del 2000 tenia 83.680 habitants.

## Fill predilecte
- John Naka (1914-2004): bonsaista

## Demografia
Segons el cens del 2000, Whittier tenia 83.680 habitants, 28.271 habitatges, i 20.468 famílies. La densitat de població era de 2.208,4 habitants/km².
Dels 28.271 habitatges en un 37,8% hi vivien nens de menys de 18 anys, en un 52,5% hi vivien parelles casades, en un 14,3% dones solteres, i en un 27,6% no eren unitats familiars. En el 22,4% dels habitatges hi vivien persones soles el 9,4% de les quals corresponia a persones de 65 anys o més que vivien soles. El nombre mitjà de persones vivint en cada habitatge era de 2,88 i el nombre mitjà de persones que vivien en cada família era de 3,38.
Per edats la població es repartia de la següent manera: un 28,3% tenia menys de 18 anys, un 10% entre 18 i 24, un 30,6% entre 25 i 44, un 18,6% de 45 a 60 i un 12,5% 65 anys o més.
L'edat mediana era de 33 anys. Per cada 100 dones de 18 o més anys hi havia 90,1 homes.
La renda mediana per habitatge era de 49.256 $ i la renda mediana per família de 55.726 $. Els homes tenien una renda mediana de 40.394 $ mentre que les dones 34.223 $. La renda per capita de la població era de 21.409 $. Entorn del 7,8% de les famílies i el 10,5% de la població estaven per davall del llindar de pobresa.

## Poblacions més properes
El següent diagrama mostra les poblacions més properes.